# Vodafone (Украина)
Услуги сотовой связи под торговой маркой Vodafone на территории Украины оказывает партнёр Vodafone Group plc, ПрАО «ВФ Украина» (до 26 апреля 2010 года ЗАО «Украинская мобильная связь», до 27 мая 2017 года ПрАО «МТС Украина») — телекоммуникационная компания, первый оператор сотовой связи, вышедший на украинский рынок.

## Собственники и руководство

### Акционеры

#### до 2003 года
- Мобильные ТелеСистемы, Россия, 99 % акций.[5]

#### в 2003—2015 годах
- ОАО «МТС» (Россия), 100 % акций напрямую[6].

#### с 2015 года
ПАО «МТС» (через Preludium B.V.) — 100 % акций.

#### с 2019 года
NEQSOL Holding (через Preludium B.V.) — 100 % акций.

### Руководство

#### Генеральный директор
- Ольга Устинова (с 1 января 2016 года)
- Олег Проживальский, и. о. гендиректора (сентябрь 2011 года), а затем — гендиректор (сентябрь 2015 года — декабрь 2015)
- Иван Золочевский (сентябрь 2011 — сентябрь 2015 года[9])
- Василь Лацанич, (с марта[10] по сентябрь 2011 года)
- Андрей Дубовсков (февраль 2008 года[11] — март 2011 года)
- Павел Павловский (апрель 2007 — январь 2008 года[12])
- Адам Вояцки (Adam Wojacki) (октябрь 2005 — март 2007 года)
- Эрик Франке (Хендрикус Йоханес Франке/Hendricus Johannes Franke/Eric Franke/Erik Franke) (июнь 2001 — октябрь 2005 года)
- Александр Скляров, и. о. ген. директора (август 2000 — июнь 2001 года)
- Мартин Диркс (Martin Dirks) (июль 1996 — август 2000 года)
- Ханс Вагенар (Hans Wagenaar) (1994 — июль 1996 года)
- Вернер Шрайвер (1992 — 1994)

## История
- 11 ноября 1992 — Печерский райисполком г. Киева регистрирует совместное украино-германо-голландско-датское предприятие «Украинская мобильная связь» на Украине. Код ОКПО/ЕГРПОУ 14333937. Компания получает лицензию на мобильную связь и частоты.
- 1992, конец года — поставка на Украину первого коммутатора и 6 базовых станций, производства Nokia (Финляндия) для разворачивания сети стандарта NMT-450i.
- 1 июля 1993 — коммерческий запуск первой на Украине сети сотовой связи, работающей в аналоговом стандарте NMT. Сеть построена на базе коммутаторов Nokia (обслуживал Киев) и Hans Damm (города-миллионники). Первый звонок совершил первый Президент Украины Леонид Кравчук, позвонив послу Украины в Германии Ивану Пискову.
- 1994 — кроме Киева, сеть NMT охватывает города Севастополь, Симферополь, Харьков, Днепропетровск, Одесса, Львов.
- 1995 — запуск сети в городах Запорожье, Ужгород, Николаев, Луганск, Ровно, Херсон. Количество абонентов — 14 тысяч.
- 1996 — сетью NMT покрыты все областные центры. Количество абонентов — 30 тысяч.
- сентябрь 1997 — UMC создала первую на Украине сеть сотовой связи, работающую в цифровом стандарте GSM-900. Сеть построена на оборудовании Siemens.
- ноябрь 1998 — количество абонентов UMC превысило 100 тыс.
- март 1999 — UMC первая на украинском рынке предоставила услугу связи по предоплате SIM-SIM.
- лето 1999 — запускаются сайты UMC и SIM-SIM.
- август 2000 — Предоставлена услуга WAP. Открыт первый на Украине WAP-портал wap://prostir.com
- февраль 2001 — UMC создала сеть сотовой связи, работающую в цифровом стандарте GSM-1800.
- февраль 2001 — количество абонентов UMC превысило 500 тыс.
- январь 2002 — количество абонентов UMC превысило 1 млн.
- март 2003 — компания МТС приобретает 57,7 % акций UMC.
- июль 2003 — компания МТС приобретает 16,3 % акций, принадлежащих датской компании TDC, и становится 100 % собственником UMC.
- 18 октября 2004 — компания реорганизована из СП «УМС» в ЗАО «УМС».
- июль 2005 — количество абонентов UMC превысило 10 млн.
- август 2006 — с 31 августа 2006 г. UMC прекращает оказывать услуги в аналоговом стандарте NMT-450.
- январь 2007 — количество абонентов UMC превысило 20 млн.
- 25 июля 2007 — компания прекращает использовать свой бренд UMC и начинает предоставлять услуги на рынке под брендом МТС.
- октябрь 2009 — компания, совместно с Министерством здравоохранения Украины и при участии Представительства ООН в Украине, запускает проект «Мобильная медицина», который призван повысить уровень оказания медицинских услуг за счет внедрения современных телекоммуникационных технологий.
- 26 апреля 2010 — компания реорганизована из ЗАО «УМС» в ПрАО «МТС-Украина».
- В 2012 году стартовала большая 3-летняя программа модернизации сети в контексте подготовки к строительству сети 3G.
- В 2013 году «МТС Украина» празднует 20-летие мобильной связи на Украине, запускает проекты «Мобильная библиотека» в городах-миллионниках и программу по сбору отработанных батареек «Выбрасывай правильно». Продолжается масштабная модернизация сети.
- 6 августа 2014 года — МТС Украина прекращает работу в Автономной Республике Крым из-за её аннексии Российской Федерацией. Оборудование и коммутаторы переходят во владение компании ООО «К-Телеком».
- 23 февраля 2015 — МТС Украина получил лицензию на радиочастоты 3G по технологии UMTS-2100.
- 16 октября 2015 — МТС-Украина и британский оператор Vodafone заключили соглашение, согласно которому МТС получила право на использование бренда Vodafone на территории Украины. Объявлено о ребрендинге. В ноябре введены тарифы под брендом Vodafone. Начал работу сайт «Vodafone Украина» — http://vodafone.ua.
- 2016 год прошёл под знаком строительства сети 3G по стандартам Vodafone: на конец года скоростной мобильный интернет стал доступен более чем для 54 % жителей Украины. Были открыты 22 ребрендированных магазинов, соответствующих глобальным стандартам обслуживания Vodafone. Компания запустила ряд инновационных услуг: Vodafone TV для просмотра телеканалов, Vodafone Books — для чтения электронных книг и Vodafone Music — для прослушивания музыки.
- 23 мая 2017 — компания реорганизована из ПрАО «МТС Украина» в ПрАО «ВФ Украина».
- 30 марта 2018 — состоялся запуск сети 4G (LTE) в диапазоне 2600 МГц.
- 1 июля 2018 — состоялся запуск сети 4G (LTE) в диапазоне 1800 МГц.[13]
- 3 декабря 2019 — Подписан договор между ПАО «МТС» и группой Neqsol Holding (Азербайджан). Несмотря на смену собственника, компания продолжает оказывать услуги под брендом Vodafone в рамках договора о стратегическом партнёрстве с международной группой Vodafone[3][4].
- 20 января 2020 Vodafone запустил в коммерческую эксплуатацию сеть для интернета вещей. Развертывание технологии NB-IoT выполняется на базе сети LTE, что для пользователей и партнёров означает высокий стандарт безопасности[14].
- 3 марта 2020 Vodafone Украина продлил договор о сотрудничестве с Vodafone Group на 5 лет[15].

## Статистика
На 1 января 2020 года:
Vodafone Украина — ведущая украинская телеком компания, которая предоставляет услуги скоростного интернета 3G и 4G. Инвестиции Vodafone в период активного строительства сетей скоростного интернета в 2015—2019 годах достигли рекордного на рынке показателя в 24,5 млрд грн. На сегодняшний день Vodafone обеспечивает покрытие 3G для 86 % жителей Украины, и 4G для более 66 % жителей страны.
Рекордные инвестиции позволили обеспечить технологическое лидерство и развивать новые технологические услуги — интернет вещей (IoT), технологии и решения для Smart City, аналитика больших данных, Mobile ID, Финтех услуги, облачные сервисы. На Украине услугами Vodafone пользуются 19,8 млн клиентов.

## Номерная ёмкость
Vodafone Украина имеет 4 сетевых кодов — 50, 66, 95, 99.
Исторически первым был введён код 50, все контрактные абоненты и абоненты Sim-Sim имели данный код. Коды 66 и 99 изначально были выделены абонентам молодёжно-ориентированного бренда Jeans. Для расширения количества доступных номеров бренда Sim-Sim был использован код 95. Впоследствии часть номеров кода 99 была выделена абонентам виртуального бренда Ekotel.
В настоящий момент в связи с исчерпанием ёмкостей отдельных кодов и с возможностью перехода абонентов предоплаты на контрактную форму, а также возможностью смены оператора, не представляется возможным однозначно идентифицировать тип абонента Vodafone только по сетевому коду.

## Скоростной 3G/4G интернет[17]
Оператор предоставляет услуги скоростного интернета 3G и 4G.
В ноябре 2007 года компания МТС Украина запустила услугу МТС Коннект 3G. Для этого была использована старая лицензия на NMT связь в диапазоне 450 МГц. Новая 3G сеть была развёрнута по технологии CDMA EV-DO Rev. A. В некоторых областях запущена технология CDMA EV-DO Rev. В. В данной сети компания предоставляет только услуги передачи данных, голосовые услуги не предоставляются.
23 февраля 2015 компания «МТС-Украина» получила лицензии на связь в стандарте UMTS (3G) в полосах радиочастот 1950—1965/2140-2155. До конца года компания охватила сетью 3G 19 областных центров Украины: Киев, Ужгород, Львов, Ивано-Франковск, Черновцы, Одесса, Херсон, Луцк, Чернигов, Николаев, Сумы, Полтава, Кировоград, Днепропетровск, Ровно, Винница, Хмельницкий, Тернополь и Харьков
В 2018 году были проведены тендеры на частоты 4G: в феврале на частоты диапазона 2,6 ГГц, в марте — на частоты 1.8 ГГц. В июне 2020 года также получил лицензию 4G на 900 МГц. Первый старт 4G сети на частоте 2.6 ГГц состоялся 30 марта 2018 г., а 1 июля начался запуск сети на частоте 1.8 ГГц. На конец 2019 года Vodafone обеспечил покрытие 3G для 86 % жителей Украины, и 4G — для более 66 % жителей страны.

## Виртуальные операторы
Оператор также предоставлял услуги связи под брендами Jeans (до 2006 года — «Джинс») и «Экотел» (до 2009), а с 2015 года — «Yezzz».

### Yezzz
Виртуальный GSM-оператор, запущенный совместно с Fozzy Group. Запущен 24 ноября 2015 года, после ребрендинга основной сети в Vodafone. В декабре 2025 года, компания Vodafone и Fozzy Group, расторгнул партнерские отношение. Абоненты были мигрированые из тарифа «Yezzz!» на тарифы компании Vodafone-Предоплата. А Fozzy Group заключила партнерские отношение с компанией lifecell.

## Неактивные бренды

### UMC
До 25 июля 2007 года являлся основным брендом для контрактных абонентов, был заменён российским брендом МТС .
По оценке украинского делового еженедельника «Контракты» стоимость бренда UMC в 2007 году составила 2352,715 млн долларов — 2-я позиция рейтинга.
За использование бренда МТС владельцем бренда АФК «Система» была введена ежегодная плата, которая для ОАО «МТС» составила:
- 2006 год — 9,7 млн долларов,
- 2007 год — 14,5 млн долларов,
- 2008 год — 14,7 млн долларов.

ЗАО «УМС» как дочернее предприятие ОАО «МТС» после ребрендинга тоже стало вносить свою часть платы за бренд — порядка 5 млн долларов в год.

### SIM-SIM
Под брендом SIM-SIM, UMC предлагала предоплаченный сервис мобильной связи (без заключения контрактов и счетов).
После ребрендинга 2007 года бренд ликвидирован. На момент ликвидации количество абонентов SIM-SIM составляло около 9,5 млн.

### Ecotel
Виртуальный GSM оператор экономкласса. Дата выхода на рынок: 15 февраля 2007 года. После ребрендинга 2007 года остался на рынке.
За две недели после появления к нему подключились около 27 тыс. абонентов.
Номерные ёмкости: +380-99-1хх-хх-хх и +380-99-6хх-хх-хх.
6 марта 2009 года бренд Ecotel был ликвидирован, а его абонентам стал доступен переход на тарифные планы бренда «МТС Предоплата».

### Jeans
Виртуальный GSM оператор молодёжного предпочтения. Дата выхода на рынок 1 августа 2003 года.
- На 1 марта 2007 года у Джинс — 9 791 551 абонент.[21]
- «МТС-Украина» в 2008 году интегрировала бренд Jeans в единый бренд МТС[22].

## Награды и номинации оператора
В 2005 году UMC была названа одной из лучших компаний Украины (ТОП 100, Инвестгазета), самым эффективным брендом Украины (Гвардия 500, Контракты) и самой вдохновляющей компанией Украины (Компании, которые вдохновляют, Компаньон).
Победитель Международного фестиваля-конкурса «Выбор года» на Украине в номинации «Оператор мобильной связи» в 2003, 2004 и 2005 годах.

### Сотрудники, отмеченные на государственном уровне
Холин Александр Леонидович, инженер предприятия «Украинская мобильная связь» — Указом Президента Украины Леонида Кучмы № 1058/95 от 16.11.1995 за весомый личный вклад в обеспечение потребителей средствами и услугами связи, высокий профессионализм присвоено почётное звание «Заслуженный работник сферы услуг Украины».
Мартин Диркс, генеральный директор украинско-германско-голландско-датского совместного предприятия «Украинская мобильная связь» — Указом Президента Украины Леонида Кучмы № 1365/2000 от 21.12.2000 за весомые достижения в профессиональной деятельности, многолетнюю старательную работу награждён орденом «За заслуги» III степени.
Глинчук Галина Ивановна, руководитель группы Винницкий магазин акционерного общества «Украинская мобильная связь» — Указом Президента Украины Виктора Ющенко № 131/2007 от 21.02.2007 за весомый личный вклад в социально-экономическое и культурное развитие Винницкой области, выдающиеся профессиональные достижения, многолетний добросовестный труд и в связи с 75-летием образования Винницкой области присвоено почётное звание «Заслуженный работник сферы услуг Украины».
Шейка Сергей Александрович, директор Восточного территориального управления акционерного общества «Украинская мобильная связь», Донецк — Указом Президента Украины Виктора Ющенко № 715/2007 от 20.08.2007 за значительный личный вклад в социально-экономическое и культурное развитие Украинского государства, весомые трудовые достижения и в связи с 16-й годовщиной независимости Украины присвоено почётное звание «Заслуженный работник сферы услуг Украины».